# Meriones sacramenti
Meriones sacramenti là một loài động vật có vú trong họ Chuột, bộ Gặm nhấm. Loài này được Thomas mô tả năm 1922. Nó chỉ sống ở Israel.